# Sebastian Czypionka
Sebastian Czypionka (ur. 11 lipca 1944 w Gostyni) – polski doktor nauk technicznych i polityk, poseł na Sejm X kadencji.

## Życiorys
W latach 1963–1965 pracował w Kopalnia Węgla Kamiennego „Bolesław Śmiały”. Ukończył w 1969 studia na Politechnice Śląskiej w Gliwicach z tytułem zawodowym inżyniera górnika. Uzyskał następnie stopień naukowy doktora nauk technicznych i pracował na macierzystej uczelni jako adiunkt. Był przewodniczącym Miejskiej Rady Narodowej w Tychach i członkiem koła Patriotycznego Ruchu Odrodzenia Narodowego.
W 1989 uzyskał mandat posła na Sejm kontraktowy w okręgu tyskim z puli Polskiej Zjednoczonej Partii Robotniczej. Na koniec kadencji był posłem niezrzeszonym. Zasiadał w Komisji Polityki Przestrzennej, Budowlanej i Mieszkaniowej, Komisji Samorządu Terytorialnego, Komisji Nadzwyczajnej do rozpatrzenia projektów ustaw dotyczących samorządu terytorialnego oraz w Komisji Samorządu Terytorialnego, Gospodarki Przestrzennej i Komunalnej.
Później został działaczem Polskiego Stronnictwa Ludowego, kandydował z jego list w wyborach w 1993. W latach 1995-1998 pełnił funkcję prezesa zarządu firmy Węglokoks. Został też wiceprzewodniczącym rady nadzorczej spółki akcyjnej MOJ.

## Odznaczenia
- Krzyż Kawalerski Orderu Odrodzenia Polski (1996)[4]
- Złoty Krzyż Zasługi (1984)
- Medal 40-lecia Polski Ludowej (1984)[1]